# Hiệp hội Kinh doanh Kim loại phụ
Hiệp hội Kinh doanh Kim loại phụ (tiếng Anh: Minor Metals Trade Association, viết tắt MMTA) là một hiệp hội công nghiệp quy mô toàn thế giới với các thành viên tham gia vào sản xuất - kinh doanh 49 kim loại không mua bán thông qua các sàn giao dịch. Số lượng hội viên của MMTA là khoảng 150 công ty từ 30 quốc gia khác nhau với doanh số mua bán trên 10 tỷ USD các kim loại phụ mỗi năm.

## Chức năng
MMTA hoạt động vì lợi ích và xúc tiến sự quan tâm của công nghiệp kim loại phụ quốc tế cũng như của các thành viên MMTA, bao gồm các công ty tích cực tham gia trong mọi khía cạnh của thương mại quốc tế đối với các kim loại phụ dưới mọi hình thức đa dạng khác nhau của chúng. MMTA không phải là chủ của nơi họp chợ kim loại phụ hay công bố thông tin giá cả.

## Lịch sử
Hiệp hội được các thương nhân kim loại tại London, như Peter Robbins thành lập năm 1973 khi các kim loại phụ (khi đó từng được coi là phụ phẩm) chỉ vừa mới bắt đầu được sử dụng trong các ứng dụng đại trà. Hiện tại trụ sở của MMTA đặt tại 33 Queen Street, London, EC4R 1BR, UK. MMTA cung cấp các quy tắc thương mại rõ ràng đối với các kim loại phụ cũng như để hướng dẫn và thông tin về ngành công nghiệp non trẻ này.

## Các hiệp hội kim loại khác
- Sàn giao dịch Kim loại Luân Đôn (LME)
- Hiệp hội Thị trường Vàng Bạc London (LBMA)
- Thị trường Platin và Palladi London (LPPM)